# Tithi Bhattacharya
Tithi Bhattacharya és professora d'història d'Àsia del sud a la Universitat Purdue. És una feminista marxista destacada i una de les organitzadores de la vaga internacional de dones del 8 de març de 2017. Bhattacharya és portaveu de la campanya Boicot, Desinversions i Sancions (BDS) a favor dels drets humans del poble palestí.

## Teoria de la Reproducció Social
Tithi Bhattacharya ha escrit extensament sobre marxisme, teoria de gènere i teoria de la reproducció social (TRS): «El capitalisme té la necessitat de crear una classe que respongui a les seves necessitats, per a la qual cosa intenta desplegar un seguit d'institucions i processos. La TRS estudia totes les institucions que intervenen en aquest procés, com ara la unitat social anomenada «família» en què el treballador neix, que ha de ser d'un tipus particular perquè el capitalisme pugui assegurar-se la reproducció de la classe treballadora a canvi d'un salari el més minso possible. No és casualitat, doncs, que la família tingui una estructura masclista: aquesta és fonamental perquè el capitalisme sigui viable. El mateix passa amb l'escola, que ensenya als membres de la classe treballadora el lloc que els correspon dins de la societat, ja que això d'anar a treballar i de treballar per a un amo no és quelcom natural que formi part de l'instint de la gent treballadora».

## Obra publicada
- Sentinels of Culture: Class, Education and the Colonial Intellectual in Bengal, Oxford University Press, 2005
- Social Reproduction Theory: Remapping Class, Recentring Oppression, Pluto Press, 2017. [Teoria de la reproducció social. Ressituant la classe. Recentrant l'opressió, traducció de Marta Pera, Tigre de Paper Edicions, 2019][4]
- Feminisme per al 99%, coautora amb Cinzia Arruzza i Nancy Fraser, Tigre de Paper Edicions, 2019[5]